# Акустична теорія мовлення
Акустична теорія мовлення — розділ акустичної фонетики, який досліджує аеродинамічні і акустичні процеси, які відбуваються в мовному тракті. Розуміння цих процесів створює можливість зворотних висновків: від акустики до артикуляційної картини. Знання акустики мовлення необхідно і для правильної інтерпретації фізичних даних, так як воно дозволяє відокремити прогнозовані артикуляцією акустичні властивості мовного сигналу від несподіваних, що в свою чергу змушує задуматися про причини таких акустичних несподіванок. Для фонетичної науки важливо, що акустична теорія мовлення надає інтерпретації фізичних мовних даних пояснювальний, науковий статус. Основи акустичної теорії мовлення були закладені в XIX столітті німецьким фізиком Германом фон Гельмгольцем. У XX столітті найважливіші дослідження в цій області провели Гуннар Фант і Джеймс Фланаган.